# Сун Цзянь
Сун Цзянь (кит. упр. 宋健, пиньинь Sòng Jiàn, палл. Сун Цзянь; род. 29 декабря 1931 года, пров. Шаньдун) — китайский учёный, в 1998—2002 годах президент Академии инженерных наук Китая.
Член Китайской академии наук (1991) и Академии инженерных наук Китая (1994), Шведской королевской академии инженерных наук, Евразийской академии наук, иностранный член Национальной инженерной академии США (2000).
Член Коммунистической партии Китая с 1947 года, член ЦК КПК 13—15 созывов (кандидат 12 созыва).

## Биография
По национальности ханец.
Окончил Московское высшее техническое училище им. Н. Э. Баумана (1958), инженер. В 1960 году окончил мехмат МГУ. Тогда же в МВТУ получил степень кандидата наук по кибернетике.
В 1960—65 годах замглавы исследовательского подразделения по кибернетике Института математики Китайской АН, с 1965 года замдиректора и секретарь парткома института, замдиректор и замглавы по производству Института № 2 министерства машиностроительной промышленности № 7 (en:Seventh Ministry of Machine-Building of the PRC).
В 1981—1984 годах директор и исследователь Пекинского информационно-кибернетического института, замминистра и главный инженер министерства машиностроительной промышленности № 7, замминистра министерства космической промышленности.
В 1983—1998 годах член Госсовета КНР, в 1985—98 годах глава Госкомитета КНР по науке и технике.
Сун Цзянь отвечал за начало и проведение государственной программы «Искра», нацеленной на борьбу с бедностью в деревне и развитие сельского и городского предпринимательства в Китае; он также предложил и возглавил программу «Факел», которая положила начало развитию высоких технологий, создав 53 научных парка по всей стране.
В 1998—2002 годах президент Академии инженерных наук Китая.
В 1998—2003 гг. зампред ВК НПКСК 9 созыва.
Являлся членом Постоянного комитета Президиума XVI Всекитайского съезда КПК (указывался предпоследним при перечислении).
Лауреат премии им. Альберта Эйнштейна (1987) от Международной математической ассоциации.
Лауарет Национальной премии Китая за научно-технические достижения (1987).
Иностранный член Российской академии наук (1994).
Почётный доктор права Китайского университета Гонконга.